# Idalin (województwo lubelskie)
Idalin – wieś w Polsce położona w województwie lubelskim, w powiecie opolskim, w gminie Józefów nad Wisłą.
W latach 1954–1959 wieś należała i była siedzibą władz gromady Idalin, po jej zniesieniu w gromadzie Boiska. W latach 1975–1998 miejscowość administracyjnie należała do ówczesnego województwa lubelskiego.
Wieś jest sołectwem w gminie Józefów nad Wisłą. Według Narodowego Spisu Powszechnego z roku 2011 wieś liczyła 227 mieszkańców.

## Etymologia
Nazwa miejscowości pochodzi od imienia Idalia. Imię takie nosiła córka Ksawerego hrabiego Niesiołowskiego, który w 1825 r. nabył dobra józefowskie od Rozalii hrabiny Rzewuskiej. Miejscowość powstała w roku 1853. Była to lokacja na surowym korzeniu.

## Historia
W roku 1882 w Idalinie powstała szkoła elementarna. Wspomina o tym nota Słownika geograficznego Królestwa Polskiego.

W czasie I wojny światowej przez teren wsi przebiegała linia frontu, przez co wieś została znacznie zniszczona. Miejscem upamiętnienia walki na tych terenach jest cmentarz żołnierzy austriackich i niemieckich poległych w czasie wojny w 1917 roku, położony na obrzeżach sąsiedniej wsi Chruślanki Józefowskie.